# Джарвис (остров)
Джа́рвис (англ. Jarvis) — остров в центральной части Тихого океана. Статус — неинкорпорированная неорганизованная территория США (то есть не входит в состав США, но является их владением).

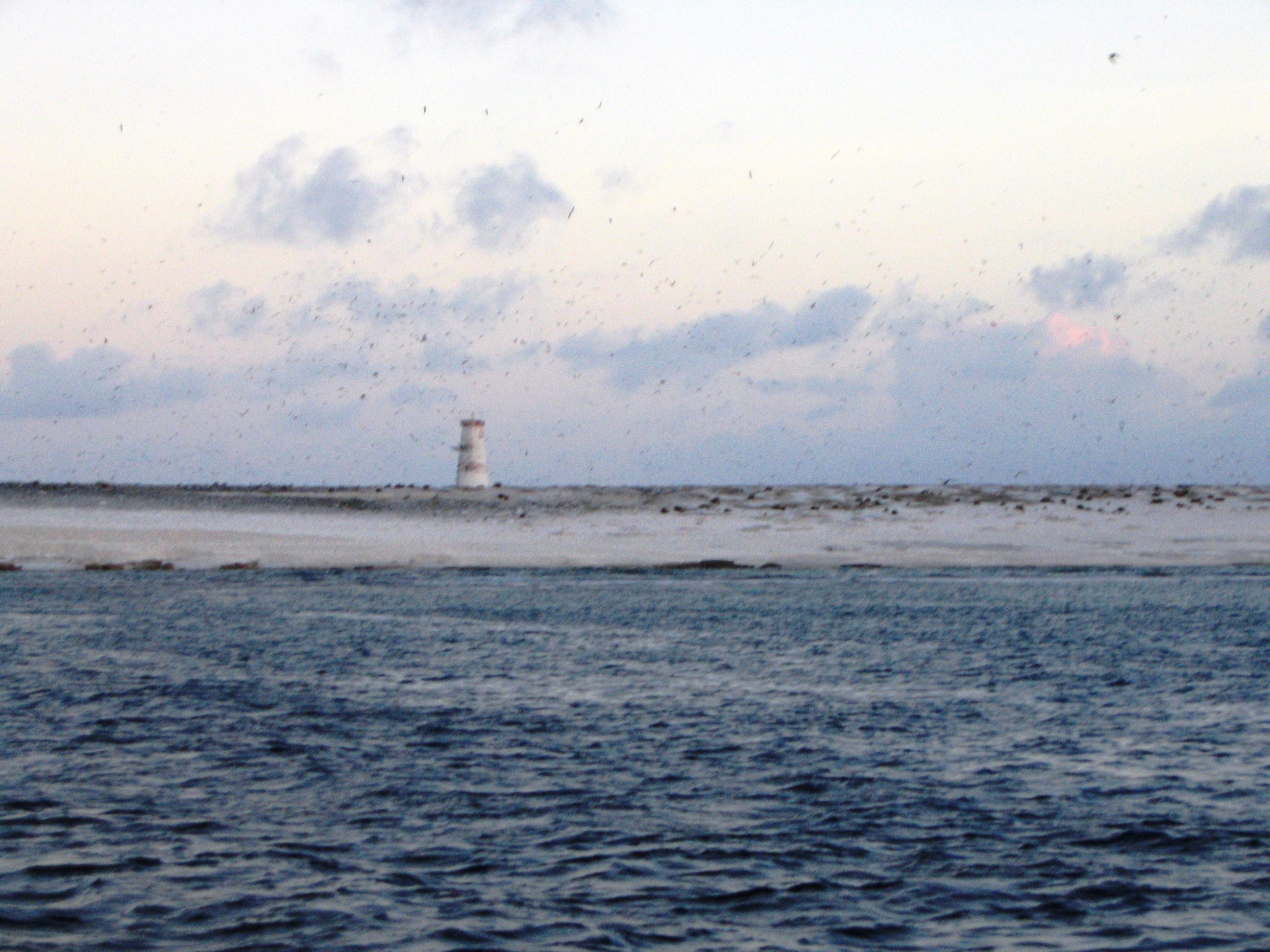
Маяк на острове Джарвис

Располагается в 2200 км к югу от Гавайских островов, и в 375 км к юго-западу от ближайшей земли — острова Рождества, принадлежащего Кирибати. Относится к островам Лайн.
Необитаем. На острове расположена заброшенная деревня Миллерсвилль. Остров ежегодно посещают представители Береговой охраны США. Доступ сюда — только по специальному разрешению и в основном для учёных.

## География

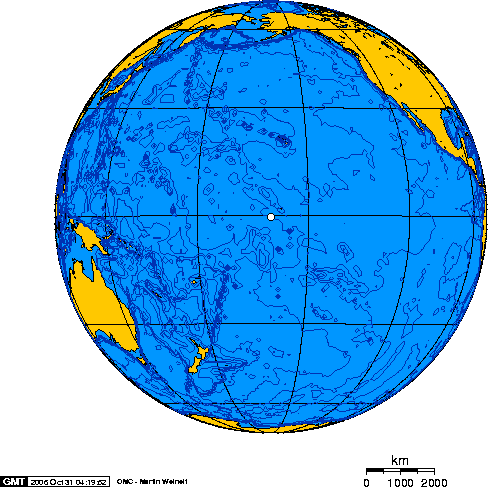
Расположение острова Джарвис.

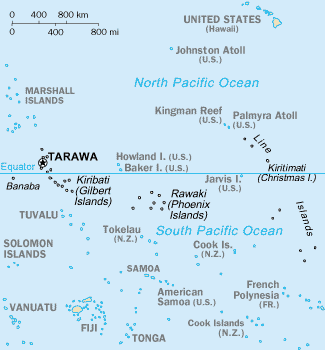
Карта центрального района Тихого океана.

Общая площадь — 4,45 км². Джарвис — песчаный коралловый остров. Протяжённость береговой линии — 8 км. Максимальная высота — 7 м. Природных водных источников нет. Растут: низкий кустарник, стелющиеся растения, редкий травяной покров. Гнездятся различные виды морских птиц.

## История
Открыт англичанами в 1821, в 1858 захвачен США.

## Экономика
Экономическая деятельность отсутствует. Есть внешние якорные стоянки для морских судов, а также два места для причаливания больших лодок.